# 中山堂國父銅像
25°02′38″N 121°30′38″E / 25.043782°N 121.510559°E
中山堂國父銅像是臺灣第一座露天的中華民國國父孫中山銅像，立於臺北市中山堂前，蒲添生在1949年完成，列為臺北市古物。

## 歷史
1946年代，游彌堅在臺北市創辦雕塑講習會，聘蒲添生講習。蒲添生特別舉家從嘉義搬到臺北市，在大正町三條通成立工作室，一方面也是為了方便製作銅像，為使工作順利進行，特地從日本本土引進翻銅技術。據蒲添生回憶，1947年正逢臺灣各界籌備建立孫中山銅像和蔣中正銅像，他便開始製作這兩人銅像，次年先完成蔣中正銅像，並立於行政院中央大樓前。
蒲添生藉由老師朝倉文夫提供的孫中山1924年在長崎演說照片，製作孫中山銅像。該像手放褲袋姿態則是1916年孫中山於上海哈同花園留影，左手拿《建國大綱》。銅像尺寸高三公尺、連同原位於西門橢圓公園的祝辰巳銅像基座共十公尺高。李永萍表示當蒲添生作全臺灣首座露天的孫中山銅像時，1949年新、舊臺幣以一比四萬的懸殊比例兌換，使得他原先得到舊臺幣廿萬元的銅像製作費瞬間變成僅值新台幣五元，後藉由游彌堅幫忙與各界踴躍捐款下，才沒有傾家蕩產。
1949年10月10日雙十節，臺灣省政府主席陳誠特地主持揭幕大典。之後外國大使也會前來行禮，還有道士會立香案祭拜。
後來，蒲添生從臺北市政府接到大量的孫中山銅像訂單，由市府在1953年10月2日通過以每座銅像新臺幣八千八百元、全部費用十餘萬元費用，以加速為尚未有國父銅像的十五座國民學校立像。黃杰任省府主席時，於1964年5月13日親自前往蒲添生在瀋陽路三巷16號的工作室，與金石家王王孫一同鑑定將立於中興新村的孫中山銅像。

近照

1967年，臺北市政府曾計畫將該像於移到未來興建的國立國父紀念館。次年，又改計畫遷至中山堂內或正對中山堂前。
1994年4月23日，臺北市政府民政局邀集相關學者研商如何保存台北市歷史性建物，與會學者提出此將此銅像的基座等二十座建物作為增列紀念性建物初步建議名單。6月3日，民政局開會決議基座摒除在古蹟之外。2008年2月19日，臺北市政府將該銅像登錄為古物。2009年10月10日至18日，臺北市文化局舉辦「中山堂國父銅像60周年紀念活動暨史料影像展」。